# Listerioza
Listerioza je zarazna bolest brojnih vrsta životinja i čovjeka. Pojavljuje se sporadično, katkada enzootski. Očituje se encefalitisom, pobačajem, septikemijom, mastitisom, spinalnim mijelitisom ili keratokonjuktivitisom. 

## Etiologija
Uzročnik je Listeria monocytogenes, gram pozitivna bakterija, pokretljiv, nekapsulirajući štapić. Raste na uobičajnim hranilištima u aerobnim uvjetima, a fakultativni je anaerob. Na krvnom agaru tvori beta – hemolizu, za razliku od apatogenih sojeva koji nemaju tu sposobnost. Na temelju somatskih i flagelarnih antigena se dijeli u 14 serovarova. Smatra se da je hemolizin listeriolizin O glavni čimbenik virulencije. Ubikvataran je mikrorganizam i nalazi se u životinjskom i ljudskom fecesu, oseki, kanalizaciji, površinskim vodama, biljkama, životinjskoj hrani, u staji, te svugdje u okolišu. 

## Epizootiologija
Primarno je to bolest preživača, osobito ovaca, a povremeno obole konji i svinje. Pojavljuje se sezonski, najčešće od prosinca do svibnja. Oboli tek manji dio kliconoša, a rizični čimbenici su loša prehrana, promjene vremena, visoka bređost, porođaj, nehigijenski smještaj i drugi. Prehrana silažom narizičniji je čimbenik, jer silaža omogućuje rast i održavanje listerija. 
Izlučuje se fecesom. 
Prenosi se: kontaminiranom hranom, sisanjem, preko pupka i kongenitalno, aerogeno, hematofagnim insektima, preko oštećene sluznice usta. Encefalitički oblik nastane infekcijom terminalnih ogranaka nervusa trigeminusa preko oštećene sluznice usta.

## Patogeneza
Patogeneza: kod peroralnog ulaska uzročnik penetrira crijevnu sluznicu pa nastaje 
- inaparentna infekcija uz dugotrajnu izlučivanje uzročnika fecesom
- bakterijemija s lokalizacijom u raznim organima
- fatalna septikemija (s meningitisom ili bez, najčešće u monogastričnih i mladunčadi)

Listerija ulazi u stanice, uključivši i crijevne stanice, izravnom endocitozom. Može preživjeti unutar makrofaga i monocita. Pobačaj nastane zbog edema i nekroze placente. Infekcija pri kraju bređosti uzrokuje mrtvorođenje ili živo mladunče koje brzo ugine zbog septikemije. 
Listeriozni encefalitis je jednostrana akutna upala moždanog debla. Klinički se očituje asimetričnim poremetnjama funkcije kranijalnih živaca, istostranom hipalgezijom i paralizom. Kada je zahvaćena vestibularna jezgra nastane ataksija, životinja se kreće u krug a glava je zakrenuta na zahvaćenu stranu. 

## Klinička slika
Encefalitis je najčešći oblik listerioze. Životinja se odvaja od stada, depresivna je, drži se pogrbljeno, bježi i lako pada. Zakrivljeno drži glavu, hoda u krug, jednostrana facijalna paraliza. Pareza čeljusnih mišića se očituje obješenom čeljusti, žvakanje je usporeno, iz usta se cijedi slina. Smrt nastane zbog prestanka disanja. U ovaca i teladi bolest je akutna i ugibaju za 2-4 dana. U goveda bolest traje dulje, 1 – 2 tjedna.
Pobačaj se javlja u goveda u zadnjoj trećini bređosti (ili mrtvorođenče), a posteljica često zaostane. Rjeđe se javlja i u ovaca i koza, ponekad svinja i kunića. Ako fetus zaostane mogu uginuti od sepse. 
Akutna septikemija uobičajna je u starijih preživača, ali se javlja i u monogastričnih i mladunčadi. Očituje se depresijom, slabošću, mršavljenjem, groznicom i proljevom. Nekroza jetre i gastroenteritis. Telad ima zamućenu rožnicu, dispneju, nistagmus i opistotonus. 
Mastitis – zahvati jednu četvrt, kronična je oblika i slabo reagira na liječenje. Mlijeko je normalna izgleda. 
Patološke promjene: tipičan za lešinu životinje umrlu od septikemije. Točkasta krvarenja po serozama i sluznicama, nekrotična žarišta u jetri, slezeni, bubrezima, srcu, fetusu. Gastroenteritis, lč povećani, punokrvna pluća, ponekad i pneumonična žarišta. Slezena dvostruko povećana. Fetus edematozan, mumificiran i autoliziran. Za janjad patognomonična mala, žuta, nekrotična žarišta u jetri, erozije sirišta i žutonarančasti mekonij. Histološki u mozgu apscesi.

## Dijagnostika
Kod septikemije uzročnik se dijagnosticira u parenhimskim organima, kod pobačaja u fetusu, posteljici, sadržaju maternice; kod encefalitisa u mozgu. Radi se IF, aglutinacija na predmetnici. Aglutinacija i RVK nisu pouzdani. 

## Diferencijalna dijagnostika
Acetonemija, polencefalomalacija, moždani apscesi, cenuroza, bjesnoća. Razlučiti od ostalih pobačaja.

## Terapija
Liječenje: Klortetraciklin, Penicilin.
Osjetljiv je na amoksicilin u kombinaciji s gentamicinom

## Profilaksa
Profilaksa se provodi smanjivanjem silaže, profilaktički u hrani tetraciklin intenzivno držanoj stoci, neškodljivo ukloniti pobačeni fetus i posteljicu. Vakcine još nema. 

## Javno zdravstvo
Javno zdravstvo: septikemija, meningoencefalitis, pobačaj. Najčešće oboljevaju imunodeficijentne osobe. Potencijalna zoonoza, no čovjek se najčešće inficira hranom koja se kontaminirala tijekom pripremanja.
|  | Molimo pročitajte upozorenje o korištenju medicinskih informacija. Ne provodite liječenje bez savjetovanja s liječnikom! |